# Pokolo
Pokolo ist ein osttimoresischer Ort im Suco Tibar (Verwaltungsamt Bazartete, Gemeinde Liquiçá). Er liegt auf einer Meereshöhe von 209 m, an der Überlandstraße von Tibar nach Gleno, in Aldeia Mau-Soi. Nördlich befindet sich der Ort Turleu, südwestlich das Dorf Rihiu. Westlich des Dorfes fließt in der Regenzeit der Rihlu.